# إميل هالفريدسون
إميل هالفريدسون (Emil Hallfreðsson) (29 يونيو 1984 في هافنارفيوردور في آيسلندا – )؛ هو لاعب كرة قدم كان يلعب كلاعب وسط. يلعب مع منتخب آيسلندا لكرة القدم منذ عام 2005.

## وصلات خارجية
- إميل هالفريدسون على موقع الاتحاد الأوربي (الإنجليزية)
- إميل هالفريدسون على موقع قاعدة بيانات كرة القدم.إي يو (الإنجليزية)
- إميل هالفريدسون على موقع ناشيونال فوتبول تيمز (الإنجليزية)
- إميل هالفريدسون على موقع Soccerbase.com (لاعب) (الإنجليزية)
- إميل هالفريدسون على موقع Soccerway.com (الإنجليزية)
- إميل هالفريدسون على موقع عالم كرة القدم.نت (الإنجليزية)
- إميل هالفريدسون على موقع AS.com (الإسبانية)